# Medicinsk fysik
Medicinsk fysik er fysik, der anvendes til medicinske formål. En stor del af medicinsk fysik består af udvikling af billeddiagnostiske metoder såsom MRI, CT og ultralyd, mens en anden gren arbejder med strålebehandling, hvor ioniserende stråling anvendes til at bekæmpe fx kræft. Yderligere områder tæller nuklearmedicin og strålebeskyttelse. Medicinsk fysik kan også være mere fundamendale biofysiske studier med medicinsk anvendelse som motivation.
En hospitalsfysiker er en medicinsk fysiker, der er specialiseret i radiografi, nuklearmedicin eller strålebehandling.